# Brazilian Film Festival of Miami 2011
O 15º Brazilian Film Festival of Miami aconteceu entre 19 e 27 de agosto de 2011. O Miami Beach Cinematheque sediou o Festival de Cinema abrigando sessões especiais entre os dias 19 e 23 honrando o renomado autor Arnaldo Jabor, com uma seleção de seus filmes e uma variedade de documentários. A cerimônia de entrega dos prêmios foi ambientada no Colony Theater e foi apresentada pela atriz Alessandra Colasanti com participação especial do ator Ney Latorraca, que entregaram o troféu Lente de Cristal aos vencedores das categorias eleitos pelo público e pelo júri técnico.

## Vencedores
Fonte: 

### Longa-metragem
- Melhor Filme – VIPs, de Toniko Melo
- Melhor Direção – Eduardo Vaisman por 180º
- Melhor Ator – Wagner Moura em VIPs, de Toniko Melo
- Melhor Atriz – Olívia Torres em Desenrola, de Rosane Svartman
- Melhor Roteiro – Claudia Mattos por 180º, de Eduardo Vaisman
- Melhor Fotografia – Adrian Teijido por Boca do Lixo, de Flavio Frederico
- Melhor Trilha Sonora – Eduardo Bid por Boca do Lixo, de Flavio Frederico
- Melhor Edição de Som – Miriam Biderman & Ricardo Reis por Bróder, de Jeferson De.
- Melhor Montagem – Quito Ribeiro por Bróder, de Jeferson De.
- Melhor Direção de Arte – Lia Renha por Nosso Lar, de Wagner de Assis

### Curta-metragem
- Melhor Filme – A Verdadeira História da Bailarina de Vermelho, de Alessandra Colasanti e Samir Abujamra
- Melhor Direção – Sergio José de Andrade por Cachoeira
- Melhor Roteiro – A Verdadeira História da Bailarina de Vermelho, de Alessandra Colasanti e Samir Abujamra
- Melhor Fotografia – Yure Cesar por Cachoeira, de Sergio José de Andrade
- Melhor Direção de Arte – Robert Guimarães por O Bolo, de Robert Guimarães

### Lentes de Cristal (júri popular)
- Melhor curta-metragem – O Bolo, de Robert Guimarães
- Melhor longa-metragem – De Pernas pro Ar, de Roberto Santucci